# Laudes
Die Laudes (Plural von lateinisch laus ‚Lob, Lobgesang‘) sind die Morgenhore im Stundengebet und als Morgenlob das liturgische Morgengebet der katholischen, der altkatholischen, der anglikanischen und der lutherischen Kirchen.

## Bezeichnung
Das Mehrzahlwort Laudes („Lobgesänge“) leitet sich von den „Lobpsalmen“ (Ps 148  bis Ps 150 ) ab, die jahrhundertelang fester Bestandteil des liturgischen Morgenlobs waren. Die Laudes werden bei Tagesanbruch, etwa zwischen 6 und 8 Uhr, gehalten. Ihr Ursprung ist in den frühchristlichen Gemeindeversammlungen am Morgen zu sehen, mit denen der Auferstehung Jesu Christi gedacht wurde.
Die Laudes fanden in Klöstern auch zwischen dem nächtlichen (um Mitternacht oder um vier Uhr morgens zu erfolgendem) Gebet der Matutin (Mette) und der um sechs Uhr angesetzten Prim statt. Die ältere Bezeichnung der Hore als Matutin ([hora] matutina ‚Morgenstunde‘) ging auf die Vigil über; die heutige vollständige Bezeichnung der Laudes ist Laudes matutinae. Das Zweite Vatikanische Konzil bezeichnete die Laudes als preces matutinae ‚Morgengebet‘. Laudes und Vesper (preces vespertinae ‚Abendgebet‘) bilden als wichtigste Horen (Horae praecipuae) den „doppelten Angelpunkt des täglichen Stundengebets“ (duplex cardo Officii cotidiani) (SC 88).

## Aufbau
- Invitatorium, wenn die Laudes die erste Hore sind, sonst Eröffnungsversikel
- Hymnus
- Psalmodie: Morgenpsalm, alttestamentliches Canticum, Lobpsalm, jeweils mit Antiphon
- Schriftlesung (als Kapitel bezeichnet)
- Responsorium, evtl. kurze Homilie
- Benedictus mit Antiphon
- Bitten (Preces) für den Tag und die Arbeit
- Vaterunser
- Tagesgebet
- Segen oder Segensbitte
- Entlassungsversikel